# Contea di Murray (Oklahoma)
La contea di Murray (in inglese Murray County) è una contea dello Stato dell'Oklahoma, negli Stati Uniti. La popolazione al censimento del 2000 era di 12 623 abitanti. Il capoluogo di contea è Sulphur.